# The Randy Rhoads Years
The Randy Rhoads Years es un álbum recopilatorio de la banda estadounidense Quiet Riot que contiene canciones de la época en que el guitarrista Randy Rhoads estuvo con la agrupación a finales de los años setenta, antes de unirse a Ozzy Osbourne y del accidente aéreo que le costó la vida en 1982. Contiene material inédito y algunas mezclas de canciones de los primeros dos álbumes de estudio de Quiet Riot (Quiet Riot y Quiet Riot II), lanzados únicamente en tierras japonesas.

## Cambios y Mezclas
Las versiones de las canciones que aparecen en The Randy Rhoads Years difieren de las versiones originales que fueron grabadas en los dos primeros trabajos discográficos de Quiet Riot. A pedido de la familia de Rhoads, el cantante Kevin DuBrow realizó mezclas de todas las pistas, excepto de la canción inédita "Force of Habit".
La voz fue grabada nuevamente en todas las pistas, excepto en la mencionada "Force of Habit", por el mismo Kevin DuBrow. En "Last Call for Rock 'n' Roll" DuBrow escribió una letra diferente junto al baterista Bobby Rondinelli. La batería en todas las pistas, excepto en "Force of Habit" fue regrabada, y las pistas de guitarra fueron grabadas por Carlos Cavazo en amplificadores Marshall para emular el sonido de la guitarra de Randy cuando hizo parte de la banda de Ozzy Osbourne. De acuerdo a DuBrow, Rhoads nunca se mostró contento con su tono de guitarra mientras fue miembro de Quiet Riot, pero su tono en la banda de Osbourne le gustó mucho más, esto debido a que podía darse el lujo de tener un mejor equipo.
A la canción "Trouble" se le aumentó un poco la velocidad, pues DuBrow sentía que la versión original era muy lenta. A la única canción en vivo del álbum, "Laughing Gas", se le añadió un extenso solo de guitarra tomado de dos presentaciones en vivo diferentes y añadido a la pista, dando la impresión de ser tocado en una sola toma. El solo contiene partes de las canciones "Goodbye to Romance", "Dee" y "Crazy Train".

## Lista de canciones
1. "Trouble" – 4:28 (Kevin DuBrow/Randy Rhoads) Versión original de Quiet Riot II
2. "Laughing Gas (Randy Rhoads Guitar Solo)" (En vivo en Los Ángeles, 6 de julio de 1977) – 9:43 (DuBrow/Rhoads) Inédito
3. "Afterglow of Your Love" – 3:22 (Steve Marriott/Ronnie Lane) Versión original de Quiet Riot II
4. "Killer Girls" – 4:18 (DuBrow/Rhoads/Ron Sobol) Versión original de Quiet Riot II
5. "Picking Up the Pieces" – 3:12 (DuBrow/Rhoads) Inédito
6. "Last Call for Rock 'n' Roll" – 4:18 (DuBrow/Rhoads/Bobby Rondinelli) Versión original de Quiet Riot
7. "Breaking Up Is a Heartache" – 2:52 (DuBrow/Rhoads/Kelly Garni/Drew Forsyth) Inédito
8. "Force of Habit" – 3:10 (DuBrow/Rhoads) Inédito
9. "It's Not So Funny" – 3:46 (DuBrow/Rhoads) Versión original de Quiet Riot
10. "Look in Any Window" – 3:34 (Rhoads) Versión original de Quiet Riot

## Créditos

### Quiet Riot
- Kevin DuBrow - voz
- Randy Rhoads - guitarra
- Kelly Garni - bajo
- Drew Forsyth - batería

### Músicos adicionales
- Kenny Hillery - bajo

### Producción
- Kevin DuBrow - producción
- Lee DeCarlo - producción
- Warren Entner - producción
- Derek Lawrence - producción